# Трогон червоногузий

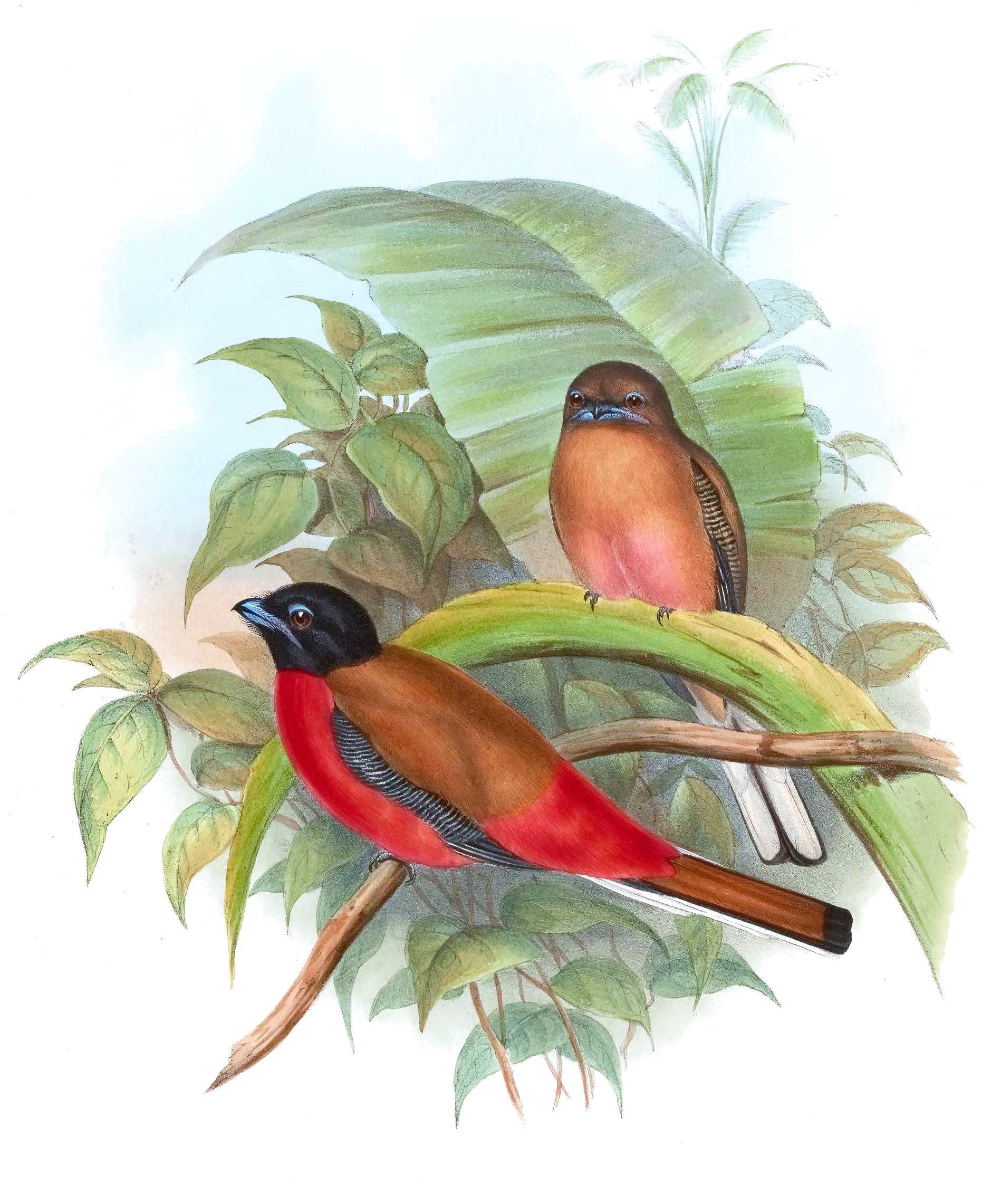
Червоногузі трогони (самць і самиця)

Трогон червоногузий (Harpactes duvaucelii) — вид трогоноподібних птахів родини трогонових (Trogonidae).  Мешкає в Малайзії, Таїланді, Індонезії та Брунеї..

## Опис
Довжина птаха становить в середньому 25 см. Як і більшість трогонів, червоногузий трогон має яскраве забарвлення. Виду притаманний статевий диморфізм. У самця голова чорного кольору, спина коричнева, гузка червона. Крила здебільшого чорні. Хвіст зверху коричневай, знизу білий, з боків чорний. Груди червоні. У самиць голова, груди і спина оливково-коричневі, гузка рожевувавата, живіт червонуватий. І у самців, і у самиць дзьоб темно-синій, над очима невеликі сині "брови".

## Поширення і екологія
Борнейські трогони мешкають в біогеографічному регіоні Сунда, що включає Малайзію, Таїланд, Індонезію і Бруней. Це осілий птах на всьому ареалі. Мешкає в рівнинних тропічних лісах на висоті до 1070 м над рівнем моря.